# Коли сул Велино
Ко̀ли сул Велѝно (на италиански: Colli sul Velino) е село и община в Централна Италия, провинция Риети, регион Лацио. Разположено е на 465 m надморска височина. Населението на общината е 526 души (към 2012 г.).